# Portrait de phase
Pour les articles homonymes, voir Portrait (homonymie).

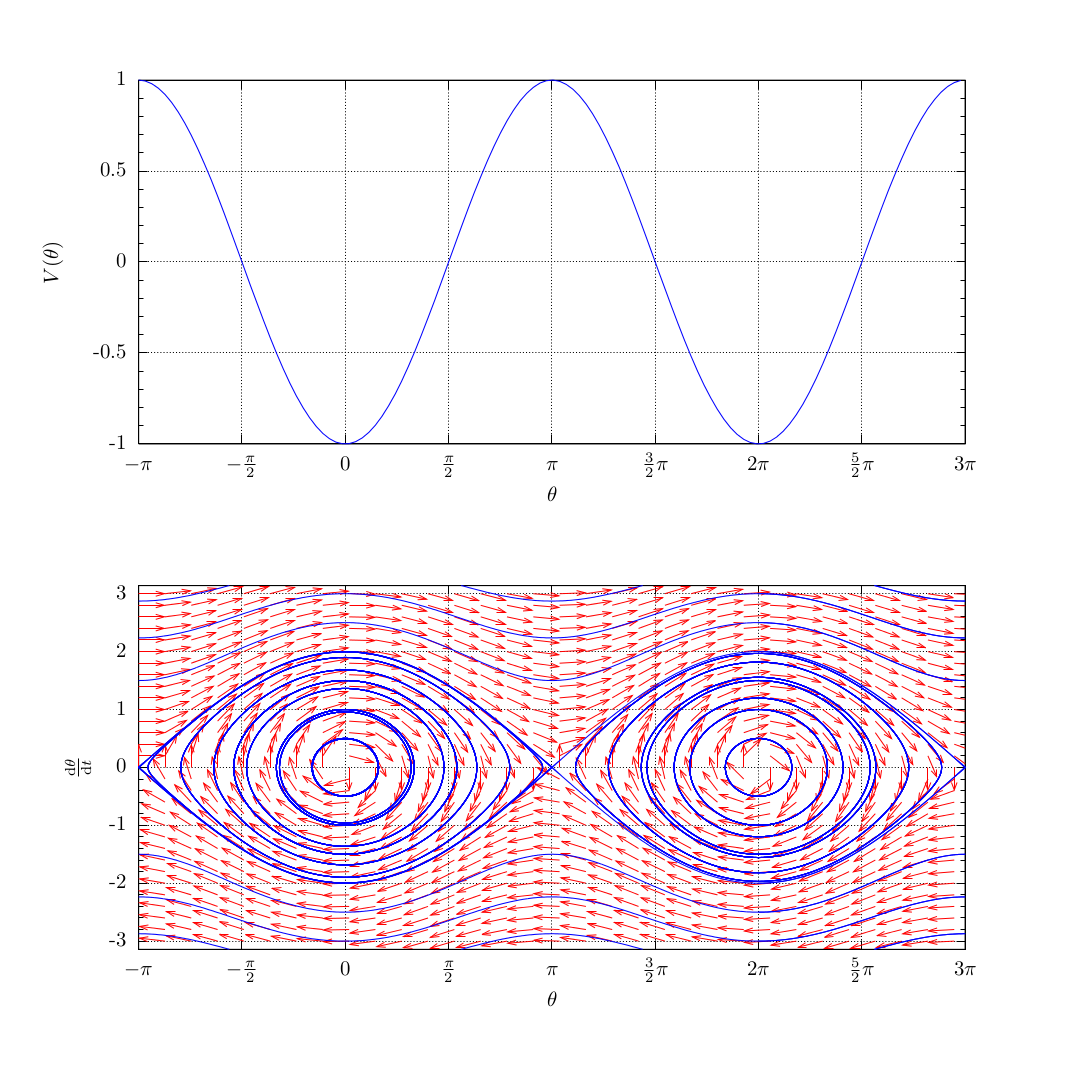
Énergie potentielle et portrait de phase d'un pendule simple. L'axe horizontal étant un angle, il est naturellement périodique de période 2π.

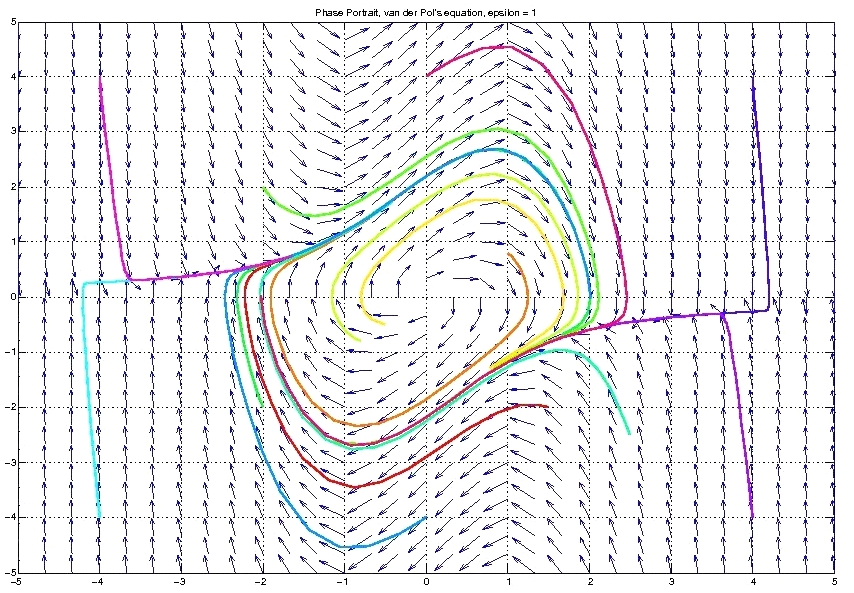
Portrait de phase de l'Oscillateur de Van der Pol,

Un portrait de phase est une représentation géométrique des trajectoires d'un système dynamique dans l'espace des phases : à chaque ensemble de conditions initiales correspond une courbe ou un point.

## Description
Les portraits de phase constituent un outil précieux pour l'étude des systèmes dynamiques ; ils consistent en un ensemble de trajectoires-types dans l'espace des phases. Cela permet de caractériser la présence d'un attracteur, d'un répulseur ou d'un cycle limite pour les valeurs de paramètres choisies. Pour comparer les comportements des systèmes, on utilise le concept d'homéomorphisme, qui permet d'analyser les analogies entre deux portraits de phases différentes pour déterminer s'ils représentent le même comportement dynamique qualificatif.
Une autre représentation graphique présente les trajectoires-types du système par des flèches, les états d'équilibre stables par des points et les états d'équilibre instables par des cercles. Les axes correspondant aux différentes variables d'état du système.
La description d'un système physique quantique dans l'espace des phases peut se faire de la même manière, à ceci près que le principe d'incertitude d'Heisenberg sur la position et la vitesse ({\displaystyle \Delta x\,\Delta v_{x}\geq {\frac {\hbar }{2m}}}) ne permet plus de repérer un point dans cet espace. Les incertitudes sur les coordonnées imposent donc de repérer un « point » par une tache dont l'aire est de l'ordre de {\displaystyle \hbar }.

### Exemples
- Pendule simple, voir ci-contre.
- Oscillateur harmonique, où le portrait de phase est constitué d'ellipses centrées à l'origine, qui est un point fixe.
- Oscillateur de Van der Pol, voir ci-contre.